# Rhinella ornata
Rhinella ornata е вид жаба от семейство Крастави жаби (Bufonidae). Видът не е застрашен от изчезване.

## Разпространение
Разпространен е в Бразилия (Еспирито Санто, Парана, Рио де Жанейро и Сао Пауло).